# George Town (Penão)
George Town (乔治市) é a capital e a maior cidade do estado de Penão, na Malásia. Com cerca de 220 000 habitantes, ou 400 000 contando os subúrbios, localiza-se na ilha de Penão. Foi fundada em 1786 pelos britânicos.

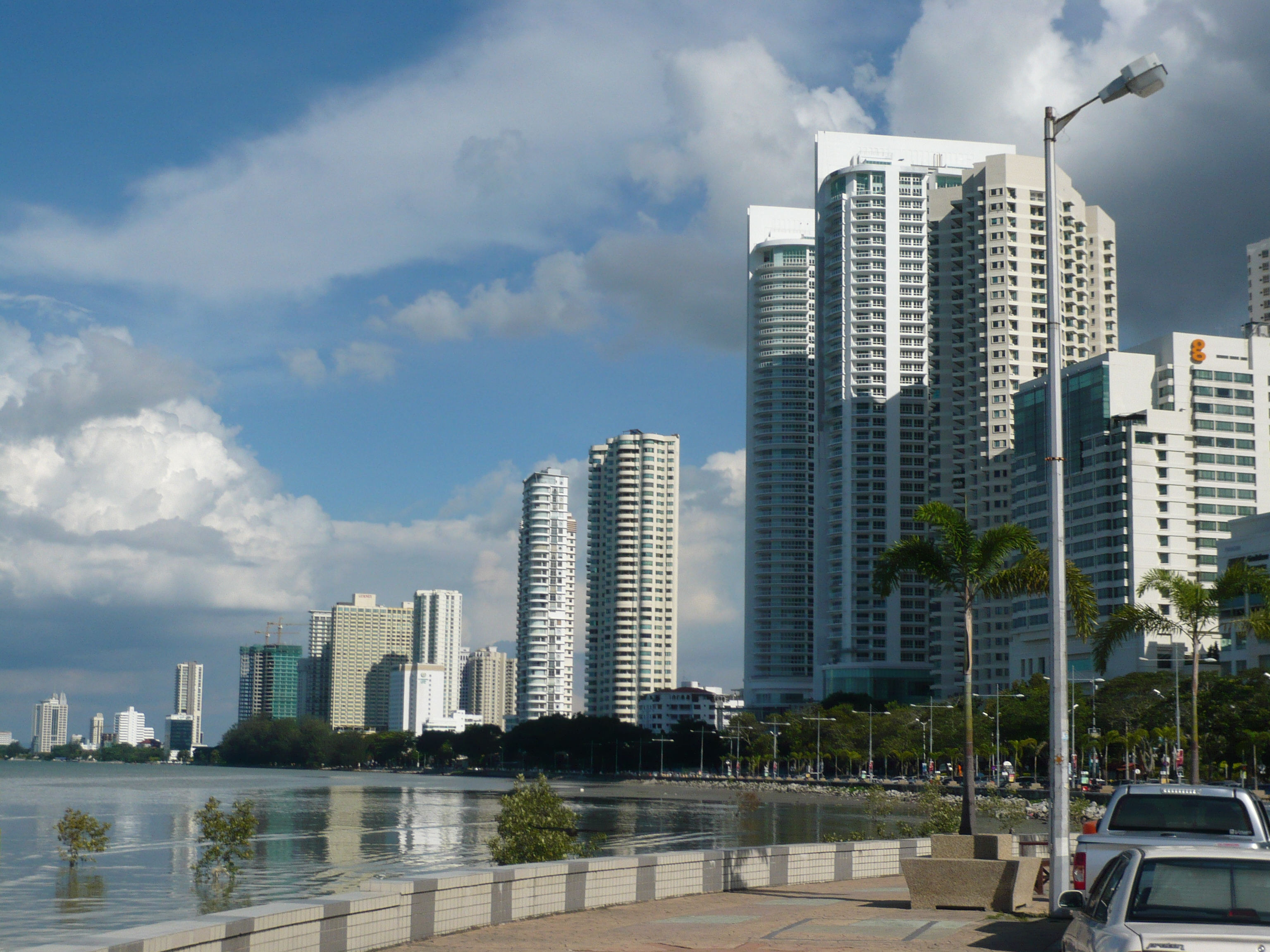
George Town

A cidade é servida pelo Aeroporto Internacional de Penang